# Mørdrup
Mørdrup ligger i Nordsjælland og er oprindeligt en lille landsby i Mørdrup Sogn, Helsingør Kommune, i dag en bydel i Espergærde.

## Etymologi
Navnet "Mørdrup" er udviklet fra ’Myratorp’ altså ’udflytterbebyggelse ved mose’. Der breder sig enkelte moser syd for landsbyens vestlige del. I den forbindelse er det værd at nævne at grundvandet står højt i området, hvilket afstedkommer en del ganske aktive kilder[kilde mangler].

## Historie
Mørdrup bestod i 1682 af 9 gårde, 3 huse med jord og 1 hus uden jord, i alt 111,4 tdr. land skyldsat til 27,97 tdr htk. Driftsformen var trevangsbrug. Særskilt fandtes Busserupgård nord for landsbyen med 2,5 tdr land skyldsat til 0,96 tdr htk og vandmøllen Søbækshuset syd for landsbyen med 3,5 tdr land skyldsat til 1,16 tdr htk.
Den hørte i feudaltiden under godset Krogerup vest for Humlebæk Havn. Heraf navnet Hovvej, der fører fra Mørdrupvej mod syd til Tibberup, den anden landsby Espergærde stationsby har opslugt. Der er en sten i den sydligste af Damgårdens længer, den der ligger med facade mod gadekæret, der bærer inskriptionen: ’Jens Rostgaard 1691’. Denne var herremand på Krogerup og fra 1691 amtsforvalter i Kronborg Amt.
Mørdrup bestod, regnet fra vest, af gårdene Kohavegård, Ærtebjerggård, Bybjerggård, Toftegård, Kærgård, Højagergård og Damgården, alle beliggende langs Mørdrupvej. Trukket tilbage et par hundrede meter mod nord; Busserupgård, og endelig oppe, lige over toppen af Mørdrupbakken, som egentlig hedder "Galbjerg"; Søbækgård, med en meget fornem hovedbygning, der i sidste halvdel af 1900-tallet tjente som husholdningsskole, men nu er udstykket i boliger.
Ingen af gårdene har længere noget landbrug da alle jorde i dag er stort set bebyggede, primært med boliger. Den eneste undtagelse herfra er Kohavegård; der som den eneste ligger i landzone, på vestsiden af Nordbanen. Her er jordene udlagt til heste- og fårefolde mellem Nordbanen og Helsingørmotorvejen.
Indtil engang først i 1960-erne lå der et mejeri på Mørdrupvej 107 overfor Kærgård[kilde mangler].
Der var en lokal købmand i gavlen af Kærgårds vestlige længe, men midt i 1960-erne flyttede butikken over gaden til et nybygget supermarked med selvbetjening. Dette supermarked på Mørdrupvej 113 er stadig i brug som en af de få butikker i Espergærde udenfor Centret.
I 1959 blev den første viadukt fra 1919 afløst af en ny og større og Mørdrupvej fik et mere udrettet og bredere forløb. Vejen, der oprindelig hed Stationsvej, skiftede navn til Mørdrupvej, og den gamle vejstrækning vest for jernbanen fik herefter navnet Fredensvej. I forbindelse hermed opstod et areal lige vest for jernbanen afgrænset af Mørdrupvej mod nord, Kystbanen mod øst og Fredensvej mod syd og vest. Dette område blev bebygget dels med etagebebyggelsen "Skovparken" med butikker i stueetagen og lejligheder i de øvre etager i karakteristiske røde teglsten, dels med villaer - de såkaldte "Ungarnshuse" i et mindre kvarter bagved (det vil sige mod vest).
Frem til 1960 samlede bebyggelsen sig stor set fra stationsbyen Espergærde mod vest langs Mørdrupvej ud til den gamle landsby samt langs vejen Stokholmvej (opkaldt efter en ejendom) i Mørdrup ejerlavs sydlige del; længere mod syd, i Tibberup ejerlav lå bebyggelsen langs vejen til denne bebyggelse. I 1960-erne blev planlagt at foretage en samlet udbygning af hele arealet mellem Mørdrup i nord og Tibberup i syd. I denne forbindelse skulle oprettes et butikscenter sydvest for Espergærde Station, Espergærde-centeret, og i tilknytning hertil etageboligområder samt en skole, Mørdrupskolen. Hele etageboligområdet havde adgang til butikscenter og skole uden at skulle krydse en eneste vej; i stedet blev planlagt og anlagt en ny vej, Søndermarken, syd for etageboligområdet. Således kom det bebyggelsesmæssige tyngdepunkt til at ligge vest for Espergærde station og forholdsvis tæt på denne.
Vest for Hovvej, der udgjorde etagebyggelsens vestlige grænse, planlagdes og byggedes et erhvervsområde, hvis betjening således kunne ske ad Hovvej dels fra Mørdrupvej i nord, dels fra Hornbækvej i syd uden at genere boligområdet. I overensstemmelse med tidens planlægningsidealer blev Søndermarken og adgangsvejen til industriområdet planlagt og anlagt forskudte (man ville undgå et 4-benet vejkryds). Midt i det grønne område mellem etagebebyggelsen og Mørdrupskolen blev anlagt et kombineret regnvandsbassin og branddam. Dette blev omgivet af et hegn, hvilket dog ikke forhindrede den initiativrige ungdom i at slippe ind, blandt andet ved at klatre over hegnet og ved at passere gennem et stort rør, der tillod Søbækken at tilføre vand.
I 1960’ernes boligudstykning blev der udlagt arealer nord for landsbyen til en forlægning af Mørdrupvej. Denne forlægning blev ikke realiseret og i dag føres trafikken fortsat ad den gamle landsbygade. Da udbygningen af den første planlagte bebyggelse af etageboliger og villaer var afsluttet, blev den tidligere landbrugsejendom Busserupgård udstykket med rækkehusbebyggelse.

## Uddannelsesinstitutioner

### Folkeskole
Den første store centralskole i Espergærde var Mørdrupskolen hvis første etape blev indviet i 1963. Den overtog eleverne fra landsbyskolen Nyrup Skole; børn fra Kvistgård og opland.
På Mørdrupskolen finder man også EU – Espergærde Ungdomsskole der driver en lokalt berømt musical-tradition der har fostret mange musiktalenter. 

### Gymnasium
Espergærde Amtsgymnasium ligger på Mørdrups jorde, tæt på Mørdrup Trinbræt, hvor Nordbanen krydser Mørdrupvej.

## Kirke
Kirken ved Espergærde centret hedder Mørdrup Kirke.